# Veliki prekop (Kitajska)

Veliki prekop (znan tudi kot Veliki prekop Peking-Hangdžov) na kitajskem je najdaljši prekop na svetu. Vpisan je na Unescov seznam svetovne dediščine in privablja številne turiste. Povezuje Rumeno reko in Jangce ('Dolga reka'): Peking-Tjandžin-provinca Hebej-Šandung-Džjangsu- Džedžjang-Hangdžov. Najstarejši odseki prekopa izvirajo iz 5. stoletja pr. n. št., povezani pa so bili za dinastije Suj (581–618).
Skupna dolžina Velikega kanala je 1776 km. Njegova največja višina je dosežena v gorah Šandong, na vrhu 42 m. Ladje v kitajskih prekopih niso imele težav z višjimi višinami, potem ko jih je vladni uradnik in inženir Čjao Veijue v 10. stoletju, v času dinastije Song (960–1279), izumil zapornice. Prekop so v zgodovini občudovali številni, med njimi japonski menih Enin (794–864), perzijski zgodovinar Rašid al-Din (1247–1318), korejski uradnik Čoe Bu (1454–1504) in italijanski misijonar Matteo Ricci (1552–1610).
V preteklosti so občasne poplave Rumene reke ogrožale varnost in delovanje prekopa. Med vojnim časom so bili visoki nasipi Rumene reke včasih namerno porušeni, da bi poplave onemogočile napredovanje sovražne vojske. To bi povzročilo katastrofe in dolgotrajne gospodarske stiske lokalnim prebivalcem. Kljub začasnim obdobjem pustošenja in zlorabe je Veliki prekop v obdobju kitajskih mestnih središč ohranil avtohtoni in rastoči gospodarski trg v mestnih središčih Kitajske do danes. Omogočil je hitrejše trgovanje in tako izboljšal kitajsko gospodarstvo. Južni del ostaja v močni uporabi do danes.

## Zgodovina

### Zgodnja obdobja
V pozni pomladi in jeseni se je kralj Fučai iz Vuja (čigar prestolnica je bila v današnjem Sudžouju) podal proti severu, da bi napadel državo Či. Ukazal je zgraditi prekop za trgovske namene, pa tudi način za pošiljanje zadostnih zalog proti severu, če bi se njegove sile spopadle s severnima državama Song in Lu. To je postalo znano kot kanal Han ali kanal Hangou (邗溝, 邗沟, Hángōu). Dela so se začela leta 486 pr. n. št. od južno od Jangdžoua do severno od Huai'ana v Džjangsuju in v treh letih je kanal Han povezal Jangce z reko Huai z uporabo obstoječih vodnih poti, jezer in močvirij.
Kanal Han je znan kot drugi najstarejši odsek poznejšega Velikega kanala, saj mu je najverjetneje predhodnik Kanal Hong (鴻溝, 鸿沟, Hónggōu, »Kanal divjih gosi« ali »Daljni kanal«). Povezal je Rumeno reko blizu Kaifenga z rekama Si in Bian in postal model za obliko Velikega kanala na severu. Natančen datum izgradnje kanala Hong je negotov; prvič ga omenja diplomat Su Čin leta 330 pr. n. št., ko razpravlja o državnih mejah. Zgodovinar Sima Čjan (145–90 pr. n. št.) ni poznal nobenega zgodovinskega datuma zanj in je svojo razpravo o tem postavil takoj za legendarnimi deli Juja Velikega; sodobni učenjaki zdaj menijo, da pripada 6. stoletju pr. n. št.

### Dinastija Sui
Ponovna združitev Kitajske pod dinastijo Sui (581–618) je omogočila tako temeljito popravilo obstoječih kanalov in sistemov za nadzor poplav kot izgradnjo velikih novih kanalov, za katere se je kasneje štelo, da so vzpostavili Veliki kanal. Primarni premislek je bila potreba po izkoriščanju rastočih gospodarskih in kmetijskih virov regije Džjangnan na jugovzhodu za oskrbo glavne suijske prestolnice Luojang na zahodu in suijskih vojsk v vojnah Gogurjeo-Sui na severu. Institucija Velikega kanala je tudi odpravila potrebo po vojaških garnizijah, da postanejo samozadostni kmetje, medtem ko varujejo suhe severne meje med Kitajsko, Korejo in Mongolijo.
Projekt gradnje nasipa leta 587 vzdolž Rumene reke, ki ga je nadziral inženir Liang Rui, je vzpostavil kanalska zapora za uravnavanje nivoja vode v kanalu. Dvojni navozi so bili nameščeni za prevleko čolnov, ko je bila razlika v nivoju vode prevelika, da bi bliskovna zapora delovala. Podobno se je do leta 600 na dnu kanala Hong nakopičil mulj, ki je oviral rečne barke, katerih ugrez je bil preglobok za njegove vode. Glavni inženir dinastije Sui, Juven Kai, je svetoval poglabljanje novega kanala, ki bi potekal vzporedno z obstoječim kanalom in se od njega ločil pri Čenliuju (Jandžou). Novi kanal naj ne bi šel mimo Šudžouja, temveč Sudžouja, da bi se izognil povezavi z reko Si in namesto tega vzpostavil neposredno povezavo z reko Huai tik zahodno od jezera Hongze. Z zabeleženim delom petih milijonov ljudi pod nadzorom Ma Šumouja je bil prvi večji odsek Velikega kanala dokončan leta 605 in se je imenoval Bian Ču.
Kanal Grande je bil v celoti dokončan med letoma 604 in 609 pod cesarjem Jangom, najprej s povezavo njegove južne prestolnice Jangdžou severozahodno z Luojangom s kanalom Tongdži (通濟渠, 通济渠, Tōngdžì Čú). Nato je povezal Jangdžou jugovzhodno s Sudžoujem in Hangdžoujem s prekopom Džjangnan ter povezal Luojang severovzhodno s svojimi vojnami s Korejo s prekopom Jongdži (永濟渠, 永济渠, Jǒngdžì Čú). Po dokončanju tega omrežja leta 609 naj bi cesar Jang vodil flotilo čolnov, dolgo 105 km od severa navzdol do svoje južne prestolnice Jangdžou. Ta proces je spet vključeval ogromne dajatve naborniškega dela in je bil podrobno opisan v Zapisniku o odprtju prekopa (《開河記》, 《开河记》, Kāihéjì).
Na tej točki je Veliki kanal še naprej uporabljal nesosednje umetne kanale ter tako kanalizirane kot naravne vodne poti, namesto da bi predstavljal en neprekinjen kanal, ki ga je ustvaril človek. Vendar pa je potekala vzdolž in vzporedno s potekom kanalov cesarska cesta s hlevi. vzdrževati v rednih intervalih za podporo sistemu hitre dostave. Ogromne vrste dreves so bile zasajene tudi vzdolž delov kanala kot vetrolov.

### Dinastije Tang do Juan
Čeprav je bila prestolnica dinastije Tang (618–907) Čangan najbolj cvetoča metropola Kitajske v svojem času, je bilo mesto Jangdžou – v bližini Velikega kanala – gospodarsko središče obdobja Tang. Poleg tega, da je bil Jangdžou sedež vladnega solnega monopola in največje predmoderno industrijsko proizvodno središče cesarstva, je bil tudi geografsko središče vzdolž trgovinske osi sever–jug in je tako postal glavno središče za blago, ki se je pošiljalo na sever z juga. Ena največjih prednosti sistema kanalov v dinastiji Tang – in poznejših dinastijah – je bila, da je znižal stroške prevoza žita, ki je bilo pobrano v obliki davkov (caoyun) iz delte Jangce na severno Kitajsko. Manjši dodatki v kanalu so bili narejeni po obdobju Sui, da bi skrajšali čas potovanja, vendar na splošno ni bilo bistvenih razlik med velikim kanalom Sui in velikim kanalom Tang.
Do leta 735 je bilo zabeleženo, da je bilo po prekopu letno prepeljanih približno 149.685.400 kilogramov žita. Tangova vlada je nadzorovala učinkovitost zapore kanalov in zgradila kašče vzdolž poti, če bi pot pošiljke ovirala poplava ali druga nesreča. Da bi zagotovil nemoteno potovanje pošiljk žita, je komisar za promet Liu Jan (na položaju od 763 do 779) dal oblikovati in izdelati posebne rečne barže, ki so ustrezale globini vsakega odseka celotnega kanala.
Po uporu An Lušana (755–763) je bilo gospodarstvo severne Kitajske močno poškodovano in si ni več opomoglo zaradi vojn in nenehnega poplavljanja Rumene reke. Takšen primer se je zgodil leta 858, ko je ogromna poplava ob Velikem kanalu poplavila na tisoče hektarjev kmetijskih zemljišč in ubila desettisoče ljudi v severnokitajski nižini. Takšen nesrečen dogodek bi lahko zmanjšal legitimnost vladajoče dinastije, tako da bi drugi povzročili, da jo dojemajo, kot da je izgubila nebeški mandat; to je bil dober razlog za dinastične oblasti, da ohranijo gladek in učinkovit kanalski sistem.
V 10. stoletju so izumili zapornico za uravnavanje nivoja vode kot odgovor na potrebo po večji varnosti za potovanje ladij z barkami po bolj razburkanih vodah Velikega kanala.
Mesto Kaifeng je postalo glavno središče, kasneje pa je postalo prestolnica dinastije Song (960–1279). Čeprav so mednarodna pristanišča dinastij Tang in Song – največji sta bili Guangdžou oziroma Čuandžou – in pomorska zunanja trgovina trgovcem prinesle veliko bogastvo, je bil Veliki kanal na Kitajskem tisti, ki je spodbudil največ gospodarske dejavnosti in komercialnega dobička. Med obdobjem Song in prejšnjimi obdobji so se ladje občasno poškodovale in se razbile vzdolž odseka Velikega kanala Šanjang Jundao, medtem ko so šle mimo dvojnih navozov, še pogosteje pa so jih lokalni razbojniki oropali žita za davek. To je Čiao Veijueja, pomočnika komisarja za promet v Huainanu, spodbudilo, da je leta 984 izumil sistem z dvojnimi vrati. To je omogočilo ladjam, da so čakale v zaprtem prostoru, medtem ko se je voda lahko izčrpala na ustrezne ravni; Kitajci so nad prostorom zgradili tudi pokrite hangarje, da bi dodatno zaščitili ladje.
Velik del Velikega kanala je bil uničen več let po letu 1128, ko se je guverner Kaifenga Du Čong (杜充, Dù Chōng, um. 1141) odločil porušiti nasipe in jezove, ki so zadrževali vode Rumene reke, da bi zdesetkal prihajajoče Džurčene, vsiljivce med vojnami Jin–Song. V nizu poplav je to v celoti premaknilo reko južno od Šandonga, zajelo tok reke Si in stoletja izlivalo Rumeno reko v jezero Hongze in Vzhodnokitajsko morje. Dinastija Džurčen Džin se je v tej regiji nenehno bojevala s Songom. Vojne so privedle do propadanja kanala, dokler v 13. stoletju niso vdrli Mongoli in začeli potrebna popravila.
Med mongolsko dinastijo Juan (1271–1368) je bila prestolnica Kitajske prestavljena v Peking, s čimer je bila odpravljena potreba po rokavu kanala, ki teče proti zahodu do Kaifenga ali Luojanga. V 1280-ih je bil čez vznožje masiva Šandong izkopan vrhnji odsek, s čimer se je skupna dolžina skrajšala za kar 700 km, tako da je skupna dolžina znašala približno 1800 km in povezala Hangdžou in Peking z neposredno prvič plovno potjo sever–jug. Tako kot v dobi Song in Džin je kanal med zatonom dinastije Juan postal neuporaben in propadal.
Veliki kanal kot infrastruktura je vplival na druga arhitekturna dela na zahodu. Kanal Erie v Severni Ameriki je zasnovan in črpa navdih iz kitajske arhitekture. Mnogi so prekop videli kot gospodarsko prednost, ki bi lahko prinesla gospodarsko blaginjo, tako kot prekop in njegove koristi. Dnevniki Mattea Riccija zelo podrobno opisujejo kanal in dokumentirajo gospodarsko blaginjo. Zapornica je ena izmed pomembnejših značilnosti kanala Erie, ki je neposredno povezana z infrastrukturo Velikega kanala, saj se uporablja v drugih podobnih vodnih telesih.

### Obnova v obdobju dinastije Ming
Veliki kanal je bil skoraj v celoti prenovljen med letoma 1411 in 1415 v času dinastije Ming (1368–1644). Sodnik Džininga v Šandongu je poslal memorandum na prestol cesarja Jongleja, v katerem je protestiral proti trenutnim neučinkovitim načinom prevoza 4.000.000 danov (428.000.000 litrov) žita na leto s prenosom po več različnih rekah in kanalih v vrstah bark, ki so šle iz globoko v plitvo po reki Huai in nato preneseno nazaj na globoke barže, ko je pošiljka žita dosegla Rumeno reko. Kitajski inženirji so zgradili jez, da bi preusmerili reko Ven proti jugozahodu, da bi dovajali 60 % vode severno v Veliki kanal, preostanek pa proti jugu. Izkopali so štiri velike rezervoarje v Šandongu, da bi uravnali nivo vode, kar jim je omogočilo, da se izognejo črpanju vode iz lokalnih virov in podzemne vode. Med letoma 1411 in 1415 je skupaj 165.000 delavcev izkopalo strugo kanala v Šandongu in zgradilo nove kanale, nasipe in kanalske zapornice.
Cesar Jongle je leta 1403 preselil prestolnico dinastije Ming iz Nandžinga v Peking. Ta poteza je Nandžingu odvzela status glavnega političnega središča Kitajske. Ponovno odprtje Velikega kanala je koristilo tudi Sudžouju pred Nandžingom, saj je bil prvi v boljšem položaju na glavni arteriji Velikega kanala in je tako postal največje gospodarsko središče Kitajske Ming. Edini drugi uspešen tekmec s Sudžoujem v regiji DŽiangnan je bil Hangdžou, vendar je bil 200 km nižje po Velikem kanalu in stran od glavne delte. Celo brodolomec Korejec Čhoe Bu (1454–1504) – ko je leta 1488 pet mesecev potoval po Kitajski – je priznal, da Hangdžou ni služil kot tekmec, temveč kot gospodarski vir na večji trg Sudžou. Zato je Veliki kanal služil za ustvarjanje ali zlom gospodarskega bogastva določenih mest na svoji poti in je služil kot gospodarska rešilna vrv za domačo trgovino znotraj Kitajske.
Učenjak Gu Janvu iz zgodnje dinastije Čing (1644–1912) je ocenil, da je morala prejšnja dinastija Ming zaposliti 47.004 delavcev s polnim delovnim časom, ki jih je rekrutiral sistem lijia corvée, da bi vzdrževali celoten kanalski sistem. Znano je, da je bilo sredi 15. stoletja potrebnih 121.500 vojakov in častnikov zgolj za upravljanje 11.775 državnih bark z žitom.
Poleg tega, da je služil kot prevozna pot za žito in glavna žila rečne avtohtone trgovine na Kitajskem, je bil Veliki kanal dolgo tudi kurirska pot, ki jo je upravljala vlada. V dinastiji Ming so bile uradne kurirske postaje postavljene v intervalih od 35 do 45 km. Vsaki kurirski postaji je bilo dodeljeno drugačno ime, vsa pa so bila popularizirana v popotniških pesmih tega obdobja.

### Dinastija Čing
Mandžurci so vdrli na Kitajsko sredi 17. stoletja, ki jim je kitajski general Vu Sangui dovolil skozi severne prelaze, potem ko je prestolnica Ming v Pekingu padla v roke uporniške vojske. Mandžurci so ustanovili dinastijo Čing (1644–1912) in pod njihovim vodstvom je bil Veliki kanal nadzorovan in vzdrževan tako kot v prejšnjih časih.
Leta 1855 je Rumena reka poplavila in spremenila svojo strugo ter prekinila kanal v Šandongu. To je leta 1447 predvidel kitajski uradnik, ki je pripomnil, da je Rumena reka, ki je nagnjena k poplavam, naredila Veliki kanal kot grlo, ki ga je mogoče zlahka zadaviti (zaradi česar so nekateri uradniki zahtevali ponoven začetek pošiljk žita skozi Vzhodnokitajsko morje). Leta 1855 so nasipe kanala odprli, da bi poplavili napredujoče čete severne ekspedicije Taipingovega upora.

### Sodobna Kitajska
Zaradi različnih dejavnikov – težav pri prečkanju Rumene reke, povečanega razvoja alternativne pomorske poti za ladje z žitom ter odprtja železnice Tiandžin-Pukou in železnice Peking-Hankou – je kanal zamrl in v desetletjih so bili severni južni deli ločeni. Številni kanalski odseki so propadli, nekateri deli pa so bili vrnjeni poljem. Veliki kanal še danes ni povsem povrnil svojega pomena pred poplavami sredi 19. stoletja. Po ustanovitvi Ljudske republike Kitajske leta 1949 so oblasti zaradi potrebe po gospodarskem razvoju odredile obsežna obnovitvena dela.
Veliki kanal je igral pomembno vlogo med Mao Cetungovim velikim skokom naprej, saj je zagotavljal učinkovit način za prevoz žita. Po Deng Šjaopingovi reformi in odpiranju je bil dodatno prenovljen, z izboljšanjem gospodarskih razmer, ki so privedle do večjih naložb v infrastrukturo. Gospodarski pomen prekopa se bo verjetno nadaljeval. Vlade provinc Šandong, Džjangsu in Džedžiang so se lotile poglabljanja, da bi do leta 2012 povečale zmogljivost ladijskega prometa za 40 odstotkov. - Projekt preusmeritve vode proti severu, z uporabo ogromnih črpališč za preusmeritev vode iz delte Jangce na bolj suh sever.
Kanal je postal močno onesnažen med kitajsko industrializacijo. Do 1990-ih so posadke kanalskih bark lahko ugotovile, kdaj so se približale Hangdžovu, po smradu vidno črne vode, skozi katero so šle. Podobno so ribiči na jezeru Dongping v Šandongu nasprotovali uvajanju vode iz Jangceja kot del projekta preusmeritve vode jug-sever, ko so videli, da opazno ubija ribe in vpliva na njihov ulov. V 21. stoletju so bila vložena vse večja prizadevanja za izboljšanje okoljskih razmer ob kanalu. V okolici Hangdžoua je na primer 250 milijonov dolarjev vreden projekt obnove, ki se je začel leta 2001, izboljšal kakovost vode do te mere, da ne povzroča več opaznega vonja in je spet sposobna podpirati nekatere živalske vrste.
22. junija 2014 je Unescova konferenca o svetovni dediščini Veliki kanal uvrstila na seznam svetovne dediščine.